# Stenaoplus japonicus
Stenaoplus japonicus là một loài tò vò trong họ Ichneumonidae.